# Браузерный движок
Браузерный движок (англ. layout engine) — представляет собой программу (движок), преобразующую содержимое веб-страниц (файлы HTML, XML, цифровые изображения и т. д.) и информацию о форматировании (в форматах CSS, XSL и т. д.) в интерактивное изображение форматированного содержимого на экране. 
Браузерный движок обычно используется в веб-браузерах (отсюда название), почтовых клиентах и других программах, нуждающихся в отображении и редактировании содержимого веб-страниц.

## Основные браузерные движки
Термин «браузерный движок» получил распространение после того, как движки стали «отделимыми» от браузера. В число наиболее распространённых движков входят нижеследующие:
Разработка прекращена:
- Trident — проприетарный движок Microsoft Internet Explorer.
- EdgeHTML — движок от компании Microsoft для её браузера Microsoft Edge; является ответвлением Trident. 6 декабря 2018 года объявлено об отказе MS от Trident/EdgeHTML в пользу Blink[1].
- Presto — проприетарный движок, разработанный Opera Software. 13 февраля 2013 года было объявлено[2] об отказе Opera от Presto в пользу Blink.

Поддерживаемые:
- KHTML — разработан в рамках проекта KDE, используется в браузере Konqueror и послужил основой для WebKit.
- WebKit — движок для браузера Apple Safari, включенного в операционную систему Mac OS X, и браузера Google Chrome (до 2013 года). Встроен в библиотеку Qt; начиная с Qt 5.6 признан устаревшим.
- Blink — движок браузера Chromium, браузера Google Chrome с 28 версии, Microsoft Edge с 79 версии, Opera c 15 версии, Яндекс Браузер и Vivaldi. Является ответвлением WebKit.
- Gecko — открытый движок проекта Mozilla; используется в большом числе программ, основанных на коде Mozilla (браузере Firefox, почтовом клиенте Thunderbird, наборе программ SeaMonkey).